# Diamond Head (Hawaï)
Diamond Head (Hawaïaans: Lēʻahi) is een vulkanische slakkenkegel in Honolulu op het eiland Oahu in Hawaï. De Engelse naam is in de 19e eeuw gegeven door Britse zeelieden die calciet kristallen in de rotsen hielden voor diamant.  De Hawaïaanse naam komt waarschijnlijk van lae (schiereiland) en ahi (tonijn), wegens de vorm van de berg die op de rugvin van een tonijn lijkt.
Diamond Head is een van de oriëntatiepunten van Honolulu.

## Geologie
Diamond Head is deel van een complex van kegels die ontstaan zijn door erupties van de Koʻolau Range vulkaan, lange tijd nadat die vulkaan slapend geworden is. Naast Diamond Head werden toen Punchbowl Crater, Hanauma Bay, Koko Head, en Mānana Island gevormd. Terwijl de Koʻolau Range 2,6 miljoen jaar oud is, wordt de leeftijd van Diamond Head geschat op 150.000 jaar. De eruptie die Diamond Head vormde was waarschijnlijk zeer kort, niet meer dan een paar dagen. De eruptie was ook explosief omdat het zeeniveau toen waarschijnlijk hoger was en de kegel op de plaats van een koraalrif gevormd is en de lava in contact kwam met zeewater. De korte duur van de eruptie is de oorzaak van de symmetrische kegel. Een nieuwe uitbarsting van Diamond Head wordt niet verwacht.